# اینوما ساداکیچی
اینوما ساداکیچی ((به ژاپنی: 飯沼 貞吉 Iinuma Sadakichi)؛ ۲۲ آوریل ۱۸۵۴ – ۱۲ فوریهٔ ۱۹۳۱) سامورایی، و پرسنل نظامی اهل ژاپن بود.
او ارتشی نسبتا کوچک ولی بسیار قدرتمند داشت. وی از معدود سامورایی هایی بود که زیر دستانش لقب سایه را گرفتند.
او همچنین نوچه هایی در ایران داشت که از مهم ترین دشمنان او در ایران، شرکت چند منظوره باقر نژاد به سرپرستی صدرا سخنگو بودند که به نوعی سایه های ایران بودند و منافع وی را به خطر می انداختند.